# Almanaque de Espinosa
El Almanaque de Espinosa fue un almanaque de publicación anual calculado por primera vez en 1807 por José Martín Espinosa de los Monteros y arreglado para la Ciudad de Mérida, del entonces Departamento de Yucatán, Nueva España, que ahora pertenece a México.
Luego, este mismo científico lo imprime con sus propias prensas arreglado para el año de 1827.
La publicación incluyó datos meteorológicos, astronómicos, efemérides, artículos en beneficio del agro, la industria y el comercio de Yucatán; además de interesantes notas sobre la sociedad y entorno cotidiano de la vida peninsular.
Se consideró un híbrido entre un calendario y un almanaque náutico.
El Almanaque de Espinosa, Almanaque Espinosa, Calendario de Espinosa o Calendario Espinosa como también se le conoció; se publicó de forma ininterrumpida por más de 150 años y su principal método de distribución fue la triangulación de envíos.